# Trichoscarta octonotata
Trichoscarta octonotata är en insektsart som beskrevs av Victor Lallemand 1939. Trichoscarta octonotata ingår i släktet Trichoscarta och familjen spottstritar. Inga underarter finns listade i Catalogue of Life.